# KS Tymbark
Klub Sportowy Harnaś Tymbark – klub sportowy założony w Tymbarku 24 października 1949 roku przy Podhalańskiej Spółdzielni Owocarskiej.
Klub występował w III lidze w sezonie 1994/1995.